# ザ・ホール
『ザ・ホール』（The Hole）は、ジョー・ダンテ監督による2009年のアメリカ合衆国のファンタジー・スリラー映画である。出演はテリー・ポロ、クリス・マッソグリア、ヘイリー・ベネットである。

## ストーリー
新しく引っ越した母息子二人の家族。地下に深い穴が塞がれているのを探検途中に兄弟が見つける。隣に住む美女を誘い、カメラを落として撮影するなど底を見ようとするも広がりなど異常で明らかにならない。探検の手段は様々な方法を試すも不可で、この家の前に住んでいた住人に聞こうと尋ねるも「すぐに引越ししろ」と言われるのみであった。穴の発見と共に部屋に何かがいるような気配、亡くなった幼馴染と遭ったり、不思議な現象が起き始める。

## キャスト
※括弧内は日本語吹き替え
- デーン・トンプソン - クリス・マッソグリア（西田雅一）
- ジュリー・キャンベル - ヘイリー・ベネット（本多真梨子）
- ルーカス・トンプソン - ネイサン・ギャンブル（矢島晶子）
- スーザン・トンプソン - テリー・ポロ（松井菜桜子）
- クリーピー・カール - ブルース・ダーン
- アニー・スミス - クイン・ロード
- モンスター・ダッド - ジョン・デサンティス
- アダム - コード・オーバーストリート
- ピザ配達の男 - ディック・ミラー（クレジット無し）

## 製作
2008年12月5日にカナダのバンクーバーで3D撮影が始まった。

## 公開
2009年9月11日にヴェネツィア国際映画祭、12日にトロント国際映画祭で上映された。

## 評価
Rotten Tomatoesでは36件のレビューで支持率は81%、平均点は6.4/10となっている。